# Kostel svatého Jakuba Staršího (Popovice)
Filiální Kostel svatého Jakuba Staršího v Popovicích v okrese Benešov, je stavbou původně gotickou, z 14. století. V roce 1761 byl upraven do současné podoby. Kostel byl do roku 2009 kostelem farním, poté, v rámci slučování farností v arcidiecézi, byla někdejší Římskokatolická farnost Popovice u Benešova včleněna do Římskokatolické farnosti Bystřice u Benešova. Správcem kostela a farářem bystřickým je Antoni Kośmidek. Mše svaté se v kostele slouží každou druhou a čtvrtou neděli v měsíci od 10.00 hodin.

## Historie
Fara je v Popovicích zaznamenávána již ve století čtrnáctém. Během husitských nepokojů fara zanikla a osada poté dlouho příslušela k postupické farnosti. V létech 1732 až 1797 patřily Popovice, jak již bylo řečeno, řádu křižovnickému s červenou hvězdou. Roku 1785 zřízena byla v Popovicích lokálie a jako lokalisté sem byli dosazováni kněží tohoto řádu až do doby, kdy křižovníci Popovic prodali. Na faru byla znovu lokálie popovická povýšena roku 1854.

## Popis

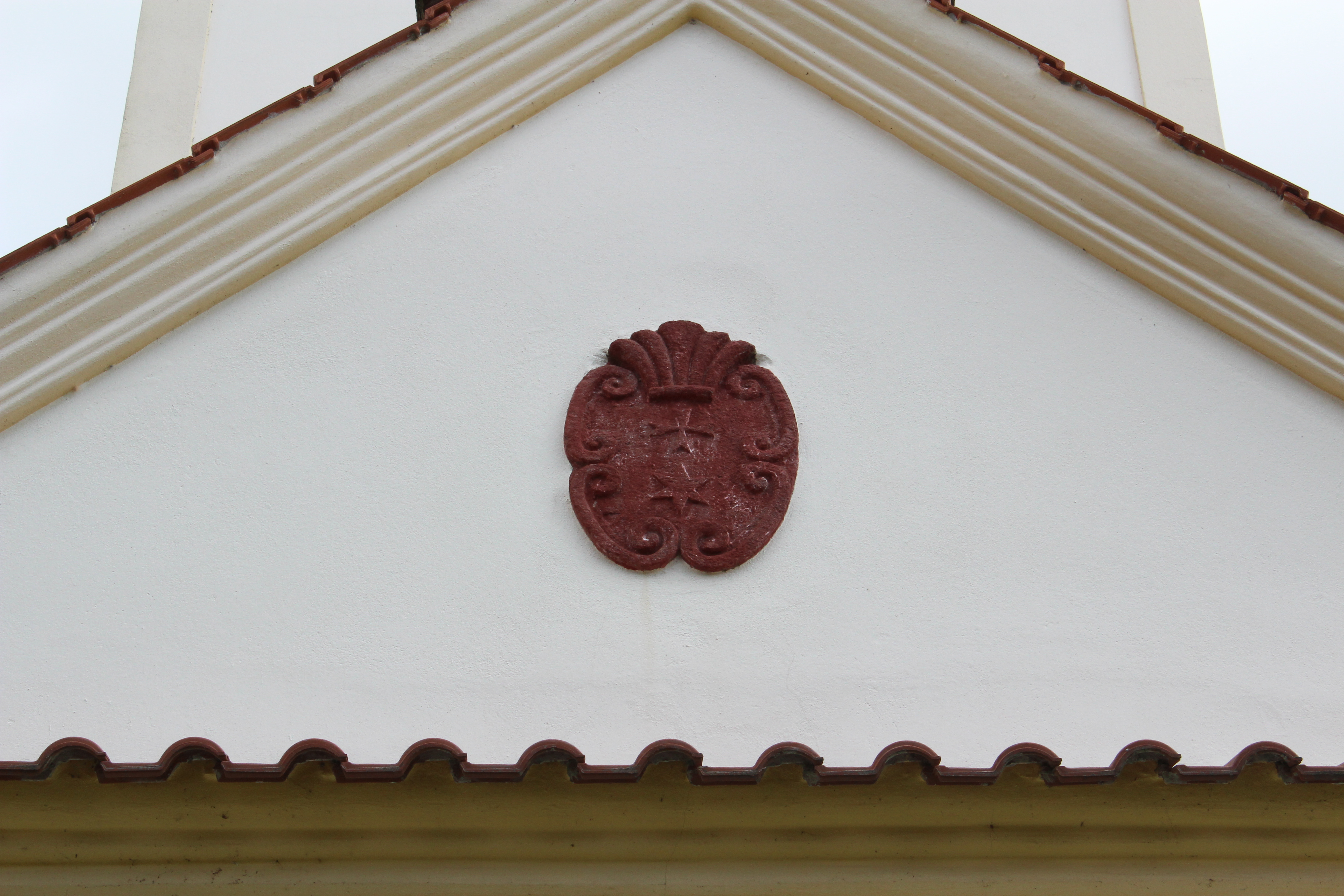
Znak Řádu křižovníků s červenou hvězdou nad vchodem do kostela

Kostel je stavbou prostou, nevelkou, z původní gotické stavby zachoval se presbytář s křížovou žebrovou klenbou. Roku 1761 byl uveden v nynější stav zásluhou tehdejšího velmistra Řádu křižovníků s červenou hvězdou Antonína Suchánka. Hlavní oltář je dřevěný, neogotický z roku 1885, oltářní obraz sv. Jakuba pochází z roku 1835. Okna v kněžišti jsou zaklenuta barokně, nad sakristií se nachází oratoř z roku 1858.
Nad vítězným obloukem se nachází znak řádu křižovníků. Loď kostelní je zakryta plochým stropem. Na jižní straně chrámu nalézá se kaplička s barokním bočním oltáříkem, ve středu jest zasklený výklenek do zdi a v něm soška sv. Anny, ana vyučuje Pannu Marii. Na oltářní mense jsou sošky sv. Josefa a sv. Jáchyma. Spatřujeme zde též malovaný znak rytířského rodu von Bünau (z Býnu) s letopočtem 1730, kterému Popovice patřily v létech 1723 až 1732. Na straně severní je novogotický boční oltář Panny Marie Lourdské, vždy pěkně ozdobený květinami. Na věži je jediný ciferník, obrácený směrem k popovické tvrzi. Ve věži zvony tyto: Prvý s nápisem latinským „Léta Páně 1512. Ejhle, já zvon nikdy neozývám se marně: zvěstuji oheň neb svátek, válku neb pohřeb počestný. Kdo mne zhotovil? Mistr Bartoloměj mne zhotovil v Novém Městě pražském“. Druhý zvon s gotickým nápisem nerozluštitelným. Třetí zvon jest z roku 1975 od zvonařky M. Dytrychové.